# Kamalia
Kamalia (en ourdou : کمالیہ) est une ville pakistanaise de la province du Pendjab. Elle est située dans le district de Toba Tek Singh, et capitale du tehsil du même nom.
La population de la ville a été multipliée par près de trois entre 1972 et 2017, passant de 50 934 habitants à 135 641. Entre 1998 et 2017, la croissance annuelle moyenne s'affiche à 1,8 %, largement inférieure à la moyenne nationale de 2,4 %. En 2023, la population de la ville monte à 166 617 habitants.
La ville est essentiellement pendjabie, puisque près de 95 % des habitants parlent le pendjabi, tandis qu'environ 4 % des habitants ont l'ourdou pour langue maternelle.
Essentiellement musulmane, la ville inclut une minorité chrétienne, comptant plus de 2 000 fidèles, environ 1 % des habitants de la ville.
Le taux d'alphabétisation de la ville s'élève à 75 % en 2023 (contre une moyenne nationale de 61 %), dont 80 % pour les hommes et 70 % pour les femmes.
|            | 1972 (rec.) | 1981 (rec.) | 1998 (rec.) | 2017 (rec.) | 2023 (rec.) |
| ---------- | ----------- | ----------- | ----------- | ----------- | ----------- |
| Population | 50 934      | 61 107      | 97 324      | 135 641     | 166 617     |